# Poppelsdorf

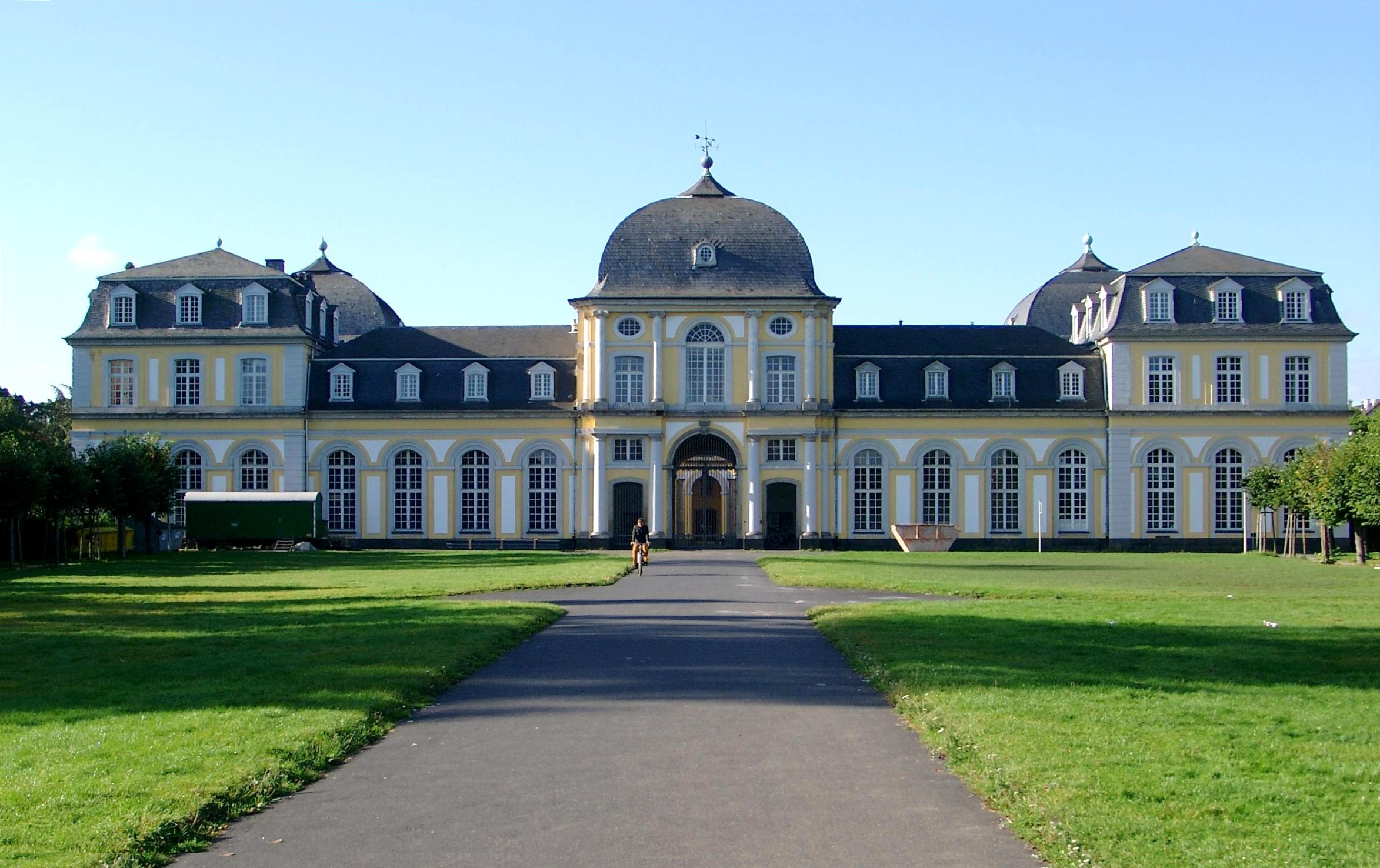
Slottet i Poppelsdorf.

Poppelsdorf är en 1904 med Bonn införlivad ort. Slottet på platsen överläts av Fredrik Vilhelm III till universitet i Bonn, vilket ännu sätter sin prägel på stadsdelen.